# Antoine Mollard
Antoine Mollard est un homme politique français né le 12 octobre 1849 à Lyon (Rhône) et décédé le 28 février 1932 à Dole (Jura).
Industriel chimiste, et directeur du journal La République du Jura depuis 1890, il se lance rapidement dans la politique. Il devint conseiller municipal de la ville de Dole, dans laquelle il fonda la Fédération démocratique. Conseiller général, il est député du Jura de 1900 à 1906 et sénateur de 1906 à 1920, inscrit au groupe de la Gauche démocratique. Il a également été le vice-président de la commission des hospices de Dole,.